# Sudirman Hadi
Sudirman Hadi (9 marzo 1996) è un velocista indonesiano.
Ha fatto parte della delegazione dell'Indonesia ai Giochi olimpici di Rio de Janeiro 2016, gareggiando nei 100 metri piani.

## Palmarès
| Anno | Manifestazione                          | Sede           | Evento      | Risultato | Prestazione | Note |
| ---- | --------------------------------------- | -------------- | ----------- | --------- | ----------- | ---- |
| 2013 | Campionati del Sud-est asiatico allievi | Ho Chi Minh    | 100 m piani | Argento   | 10"89       |      |
| 2013 | Mondiali allievi                        | Donec'k        | 100 m piani | Batteria  | 11"42       |      |
| 2013 | Mondiali allievi                        | Donec'k        | 200 m piani | Batteria  | 22"65       |      |
| 2016 | Giochi olimpici                         | Rio de Janeiro | 100 m piani | Batteria  | 10"70       |      |
| 2017 | Giochi della solidarietà islamica       | Baku           | 100 m piani | Batteria  | 10"79       |      |
| 2025 | Campionati asiatici                     | Gumi           | 4x100 m     | 5º        | 40"15       |      |